# برنج پرچم‌دراز
برنج پرچم‌دراز (نام علمی: Oryza longistaminata) نام یک گونه از سرده برنج است.